# Składów
Składów – wieś w Polsce położona w województwie lubelskim, w powiecie puławskim, w gminie Baranów. Leży nad Wieprzem.
W latach 1975–1998 miejscowość należała administracyjnie do ówczesnego województwa lubelskiego.
Wieś stanowi sołectwo gminy Baranów. Według Narodowego Spisu Powszechnego z roku 2011 wieś liczyła 75 mieszkańców.

## Historia
Składów, wieś w powiecie nowoaleksandryjskim ówczesnej gminie Baranów, parafii Michów.
Według spisu z 1827 roku było we wsi 12 domów i 61 mieszkańców.
Według noty Słownika geograficznego Królestwa Polskiego na obszarze wsi było około 1858 roku kilka jezior, zwanych ogólnie „Wieprzyska”. Były to pozostałości po wylewach Wieprza.